# إيفان هيرنانديز (ملاكم)
إيفان هيرنانديز (بالإسبانية: Ivan Hernández)‏ مواليد 24 نوفمبر 1982 في مدينة مكسيكو، هو ملاكم محترف مكسيكي سابق صنّف ضمن فئة وزن الريشة. حقق بطولة منظمة الملاكمة العالمية.

## إحصائيات
خاض خلال مسيرته 34 نزالا، فاز في 28 وتعادل في 1 وخسر في 5. فاز بالضربة القاضية في 17 نزالا.

## روابط خارجية
- إيفان هيرنانديز على موقع بوكس ريك (الإنجليزية) (registration required)